# Roman Michelko
Roman Michelko (* 29. dubna 1971 Košice) je slovenský spisovatel, politolog, vydavatel (Vydavatelství Spolku slovenských spisovatelů) a youtuber.
Publikoval více než 400 článků, studií a esejí z oblasti politologie, sociologie, filozofie, historie a dalších společenských věd. Píše pravidelně pro Literární týdeník, Hlavní zprávy, ZEM & VĚK, Slovenské národní noviny, Slovo a DAV DVA.
Největších úspěch sklidila jeho YouTube relace Věci veřejné s vysokou sledovaností (od 100 tisíc do milionu zhlédnutí).
V roce 2006 získal prémii ceny Ivana Kraska (cena za nejlepší literární debut autorů do 35 let) za sbírku filozoficko-politologických esejů Revoltujúci Sisyfos.

## Životopis
Absolvoval Filozofickou fakultu Univerzity Komenského v Bratislavě v oborech filozofie – historie (v roce 1995) a politologie (s vyznamenáním v roce 1996).
Od roku 1992 byl jedním z redaktorů časopisu Proglas. Byl jedním ze zakladatelů vydavatelství Chronos v roce 1994. Pracoval na Katedře historie Trnavské univerzity, později v Národním literárním centru v sekci zahraničních studií, a v zahraničním vysílání Slovenského rozhlasu.
V letech 1997 až 1999 působil na Katedře politologie Filozofické fakulty Univerzity Komenského v Bratislavě. Podílel se na zakládání časopisu Kultura, v letech 1999 až 2001 řídil zpravodajství rádia Hvězda FM v Nitře.
Od roku 2003 je ředitelem Vydavatelství Spolku slovenských spisovatelů. Je člen Matice slovenské. Působil pravidelně jako host v pořadu Večer na tému v RTVS.

### Politika
V letech 2001 až 2002 působil v Národní radě Slovenské republiky jako asistent poslance za HZDS Augustina Mariána Husky, po roce 2006 jako asistent poslance za SMER-SD Jana Podmanického.
Na podzim 2019 Michelko přijal nabídku a kandidovat za stranu VLASŤ pro parlamentní volby 2020. Strana se do parlamentu nedostala a kvůli zisku 2,93 % hlasů nedostala státní příspěvek (který dostaly strany, hnutí čí koalice, které dosáhly alespoň 3 % platných hlasů). Roman Michelko získal 27 828 hlasů. V parlamentních volbách v roce 2023 kandidoval na 15. místě kandidátní listiny SNS. Získal 25 872 preferenčních hlasů a byl zvolen poslancem Národní rady. V evropských volbách v roce 2024 kandidoval na 5. místě kandidátní listiny SNS na funkci europoslance, ale neuspěl.

### Vydavatel

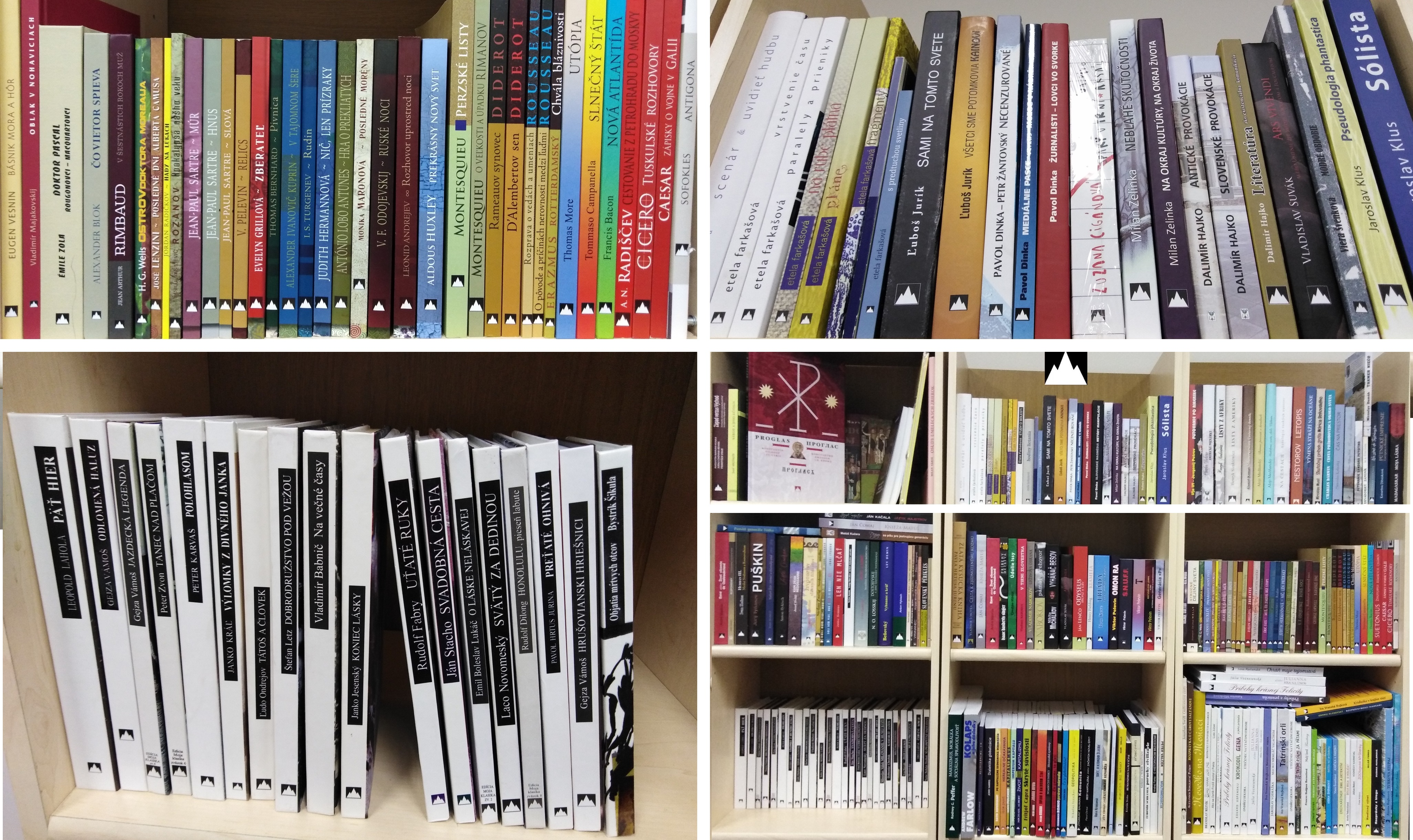
Knihy které vyšly ve vydavatelství, které vede Michelko

Ve Vydavatelství Spolku slovenských spisovatelů inicioval vydání tak domácích (Daniel Krman, Alojz Medňanský, Etela Farkašová, Milan Zelinka, Pavel Dinka, Vladislav Suvák, Dalimír Hajko, Jaroslav Klus, Zuzana Cigánová, Ján Čomaj) i světových spisovatelů a vědců (Cicero, Sofokles, Thomas More, Campanella, Francis Bacon, Diderot, Montaigne, Montesquieu, Sartre, H. G. Wells, Odojevskij, Turgenev, Radiščev, Evelyn Grill, Peter Loni Antues, Thomas Barnard, Charlles Darwin, Rimbaud, Orwell, Huxley, Judith Hermann, Alexandr Ivanovič Kuprin, Viktor Pelevin, Nabokov, Stefan Zweig, Rozanov, Alexander Blok, Vladimír Majakovský, Emile Zola, Charles Dickens, Noam Chomsky, David Schweickart, Michael Albert a další) .

### Osobní život
Je ženatý a má dvě děti.

## Dílo
- 2006 – Revoltujúci Sizyfos
- 2009 – Eseje o globalizácii
- 2012 – Medzivojnové európske diktatúry
- 2012 – Besy kapitalizmu alebo začiatok novej éry?
- 2016 – Eseje o kríze
- 2019 – Prepisovači dejín (s Ľ. Števko, M. Mahút, M. Puchovský a ďalší)
- 2022 – Alternatívne politické systémy